# A munkászubbony
A munkászubbony Bródy István 1914-ben forgatott és 1915 elején bemutatott fekete-fehér néma nagyjátékfilmje Hegedűs Gyula főszereplésével, akinek játékáról ez az egyetlen fennmaradt alkotás.

## Cselekmény
Egy gyáros álruhában vizsgálódik saját üzeme körülményei felől.

## Színészek
- Hegedűs Gyula – Hornyai (Horvai?) gyáros
- Thury Elemér – Darvas művezető
- Szamosi Elza – cigánylány
- Hegedűsné Berzétey Ilona – Hornyainé
- Szakváry Vilma – Hornyaiék kislánya

## A film sorsa
A Pedagógiai Filmgyár stúdiójában forgatott film sajtóbemutatójára 1915. január 12-én került sor a Budapest IX. kerület, Kinizsi utcai „Kultúr Színpadon”, mozikba pedig február 1-jén került.
A magyar némafilmgyártás e korai időszakában (1912–1916) készült játékfilmek nagy része megsemmisült vagy elveszett. Erről, a Földes Imre (film)novellája alapján készült, a társadalom valóságos viszonyait, ellentmondásait ábrázolni törekvő filmdráma sorsáról sem lehetett tudni semmit. Az amszterdami EYE Filmmuseumban került elő egy kópia, amelynek dobozain és tekercsein szereplő Zigeunerliebe felirat nem egyezett Lehár Ferenc operettjének történetével. Végül 2017-ben a Hangosfilm.hu filmtörténeti adatbázis alapján sikerült azonosítani az alkotást, aminek különlegessége, hogy a korszak egyik vezető színészének, Hegedűs Gyulának eddig ismert egyetlen fennmaradt filmje. 2019-ben a Magyar Nemzeti Filmarchívum gyűjteményébe kerül, ahol restaurálták és digitalizálták.